# Jelizaveta Jermolajeva
Jelizaveta Aleksandrovna Jermolajeva (rusko Татьяна Петровна Провидохина-Федоренко), beloruska atletinja, * 2. april 1930, Minsk, Sovjetska zveza.
Ni nastopila na poletnih olimpijskih igrah. Leta 1958 je osvojila naslov evropske prvakinje v teku na 800 m. 